# (34939) 9575 P-L
9575 P-L (asteroide 34939) é um asteroide da cintura principal. Possui uma excentricidade de 0.18768280 e uma inclinação de 2.90307º.
Este asteroide foi descoberto no dia 17 de outubro de 1960 por Cornelis Johannes van Houten e Ingrid van Houten-Groeneveld e Tom Gehrels em Palomar.